# Тамизье, Пьер
Пьер Тамизье (фр. Pierre Tamisier; ок. 1541, Турню — 4 января 1591, Макон) — французский духовный поэт и переводчик.

## Биография
Предположительно мог приходиться сыном портному и ткачу Кретьену Тамизье, который с 1541 года жил в Турню. Получил образование в области филологии и юриспруденции. Был прокурором в парижском парламенте и председателем суда в Маконе, в одном из провинциальных округов. Его оды были сохранены Пьером де Сен-Жюльеном де Баллёром в «Бургундской археологии», также сохранились его переводы поэзии с латыни на французский.
Известные работы: «Prières chrestiennes et catholiques» (1586, в стихах), «Méditations de Saint Augustin» (1587, перевод в стихах), «Anthologies ou Recueil des plus beaux épigrammes grecs, mis en vers français» (1589), «Cantiques tirés de l’Ecriture Sainte» (Лион, 1590), «Sacrée poésie et l’histoire évangélique de Juvencus, mise du latin en vers françois» (Лион, 1591), переведённые с латыни оды, сонеты и прочие стихотворные произведения, вышедшие как «Антология» (Лион, 1589, переиздана в 1597, 1617 и 1639 годах).